# Кемпфельд
Кемпфельд (нем. Kempfeld) — община в Германии, в земле Рейнланд-Пфальц. 
Входит в состав района Биркенфельд. Подчиняется управлению Херрштайн.  Население составляет 821 человек (на 31 декабря 2010 года). Занимает площадь 9,66 км².